# Reino de Abjasia
El reino de Abjasia, también conocido como reino de los abjasos (en georgiano: აფხაზთა სამეფო Apkhazta samepo, en abjasio: Аԥсуа Аҳра Apsua ahra) fue el estado feudal medieval cristiano establecido desde finales de la década de 780 hasta su unificación mediante enlaces dinásticos con el reino de Georgia (Tao-Klardsheti) en 1008.

## Controversia histórica
De los primeros momentos históricos, las fuentes principales están dominadas por los anales georgianos, armenios, bizantinos y musulmanes, apoyados por modernas investigaciones y descubrimientos arqueológicos.
El problema del reino de Abjasia, en particular el tema del origen de la familia reinante y su composición étnica, es el principal tema de controversia entre los investigadores georgianos y abjasos. Esto puede ser explicado por la escasez de fuentes para estos temas. Muchos historiadores abjasos afirman que el reino fue formado como resultado de la consolidación temprana de las tribus abjasas que permitieron la extensión de sus dominios sobre las áreas vecinas. Esto es contestado del lado de los historiadores georgianos, algunos de ellos afirmando que el reino era completamente georgiano.
La mayoría de los investigadores internacionales están de acuerdo que es extremadamente difícil determinar la identidad étnica de los diversos segmentos de la población debido al hecho de que, en primer lugar, se usaron los términos de "Abjasia" y "abjasos" con diferentes sentidos en ese periodo, así como en algún período posterior, siendo uno de ellos, a propósitos prácticos, el adjudicado a toda la población del reino, que incluye a georgianos (incluyendo mingrelianos, lazes y esvanos) con sus distintos idiomas emparentados con el georgiano, así como posibles pueblos abjasos modernos (Abasgoi, Apsilae y Zygii). Ello indica que una parte significativa de la población, si no predominante, era de lengua georgiana, lo que junto a las medidas de los reyes abjasos luchando contra la dominación política y cultural bizantina, resultaron en el reemplazo del idioma griego por el georgiano en la literatura y la cultura.

## Primeros tiempos
Abjasia o Abasgia, según las fuentes clásicas, antes fue parte de la Cólquida, y luego de Egrisi (Lázica) hasta finales de la década de 690, fue un principado bajo la autoridad del Imperio bizantino. Se extendía a lo largo de la costa del Mar Negro en lo que hoy es la parte noroccidental de la actual república de Abjasia, extendiéndose hacia el norte dentro del actual territorio del Krai de Krasnodar en Rusia. La capital era Anacopia. Abjasia estaba regida por un arconte (o eristavi), según las fuentes georgianas), que ejerció efectivamente como virrey bizantino. El país mayoritariamente era cristiano y la ciudad de Pityus fue la sede del arzobispo directamente subordinado al patriarca de Constantinopla. Los árabes, en su persecución a los príncipes georgianos en su retirada, los hermanos Mir de Egrisi y Archil de Kartli, entraron en Abjasia en 736. La disentería y las inundaciones, combinado con una tenaz resistencia ofrecida por el arconte León I y sus aliados de Kartli y Egrisi, hicieron retirarse a los invasores. León I se casó con la hija de Mir, y su sucesor, León II aprovechó la unión dinástica para adquirir Egrisi (Lázica) en la década de 770. Se puede considerar como estado sucesor de Lázica, y se le conoció como Egrisi en crónicas contemporáneas georgianas como la Vitae de los reyes georgianos de Leonti Mroveli y en las armenias, como la crónica de Hovannes Draskhanakertsi Historia de Armenia.
La exitosa defensa contra los árabes, y las nuevas ganancias territoriales, dieron a los príncipes abjasos suficiente poder para reclamar más autonomía dentro del Imperio bizantino. Hacia 786, León ganó su completa independencia con la ayuda de los Jázaros, tomando el título de Rey de los abjasos, y transfirió su capital a la ciudad de Kutatisi (actual Kutaisi) en Georgia occidental. De acuerdo con las crónicas georgianas, León subdividió el reino en ocho ducados (saeristavo): Abjasia, Tsjumi, Bedia, Guria, Racha y Takveri, Svaneti, Argveti, y Kutatisi.
El periodo más próspero del reino de Abjasia fue entre 850 y 950. A principios del siglo X, se extendía, de acuerdo con las fuentes bizantinas, a lo largo de 300 millas griegas en la costa del mar Negro, desde la frontera del thema de Caldia hasta la desembocadura del río Nicopsis, con el Cáucaso a su espalda. El incremento de las tendencias expansionistas del reino lo llevó a un crecimiento del mismo en dirección este. Empezando por Jorge I (872/73-878/79), los reyes abjasos controlaron también Kartli (Georgia central y parte de la oriental), interfiriendo en los asuntos de los Bagrátidas georgianos y armenios. Sobre el 908, el rey Constantino III (898/99-916/17) había anexado finalmente una significativa parte de Kartli, llevando a su reino a limitar con el área controlada por los árabes de Tiflis. Bajo su hijo, Jorge II (916/17-960), el reino de Abjasia alcanzó su cima de poder y prestigio. Por un breve período, Kajeti en la Georgia oriental y Hereti en los límites de Albania caucásica y Georgia, se reconocieron feudatarias de Abjasia. Como aliado temporal del Imperio Bizantino, Jorge II patrocinó las actividades misioneras de Nicolás Mistikos entre los Alanos.

Bagrat II de Abjasia; también fue Bagrat III de Georgia de la casa de los Bagrationi.

Los sucesores de Jorge, sin embargo, fueron incapaces de mantener la integridad y el poderío del reino. Durante el reinado de León III (960-969), el primer reino de Kajetia y el reino de Hereti se emanciparon del dominio abjaso. Una cruenta guerra civil y revueltas feudales iniciadas bajo el reinado de Demetrio III (969-976) condujeron al reino a una completa anarquía bajo el desafortunado rey Teodosio III "el Ciego" (976-978). En esa época la hegemonía en Transcaucasia finalmente pasó a los Bagrátidas georgianos de Tao-Klardsheti. En 978, el príncipe bagrátida Bagrat III, sobrino de Teodosio (hijo de su hermana), sin descendencia, ocupó el trono de Abjasia con la ayuda de su padre adoptivo, David III de Tao. En 1008, Bagrat sucedió a la muerte de su padre natural Gurgen como "Rey de reyes de los georgianos". Ambos reinos se unificaron mediante sucesión dinástica, y en la práctica constituyó la fundación de una monarquía unificada georgiana, oficialmente llamada entonces "Reino de los abjasos y georgianos".

## Invasión selyúcida
La segunda mitad del siglo XI estuvo marcada por la desastrosa invasión de los turcos selyúcidas, quienes a finales de la década de 1040 consiguieron construir un vasto imperio nómada incluyendo la mayor parte del Asia Central e Irán. En 1071 los ejércitos selyúcidas destruyeron las fuerzas armenio-bizantinas y georgianas en la batalla de Manzikert, y sobre el 1081, toda Armenia, Anatolia, Mesopotamia, Siria y buena parte de Georgia fueron completamente conquistadas y devastadas por los selyúcidas.
En Georgia, solo Abjasia, las áreas montañosas de Esvanetia, Racha y Jevi-Jevsureti no cayeron bajo la soberanía selyúcida, siendo una zona relativamente segura para numerosos refugiados. Para finales de 1099, David IV de Georgia dejó de pagar tributo a los selyúcidas y puso bajo su control la mayor parte de Georgia excepto Tiflis y Ereti, teniendo a Abjasia y Esvanetia como fiables bases en la retaguardia. Entre 1105 y 1124, los ejércitos georgianos bajo el rey David llevaron a cabo una serie de brillantes campañas contra los turcos selyúcidas y liberaron no solo el resto de Georgia, sino que casi toda la zona poblada por cristianos de Ghishi-Kabala en el Shirván occidental y buena parte de Armenia.

## Gobernantes
La mayoría de los reyes abjasos, con la excepción de Juan y Adarnase de Shavliani (probablemente de origen esvano), provienen de la dinastía que a veces es conocida en la literatura histórica moderna como los Leónidas por el primer rey León, o Anósidas, por el príncipe Anos del que la familia real afirmaba ser su origen. El príncipe Cyrille Toumanoff relaciona el nombre de Anos con la posterior familia noble georgiano-abjasa de los Achba. Por convención, la numeración de los reyes abjasos continúa la de los arcontes de Abasgia. Hay alguna falta de consistencia en las fechas de sus reinados. La cronología que sigue se ha establecido según Toumanoff.

### Casa de losAnósidas, 1.ª etapa
- León II, 767/68-811/12
- Teodosio II, 811/12-837/38
- Demetrio II, 837/38-872/73
- Jorge I de Aghtsepi, 872/73-878/79

### Casa de Shavliani
- Juan Shavliani, 878/79-c. 880
- Adarnase Shavliani, c. 880-887/88

### Casa de losAnósidas, 2.ª etapa
- Bagrat I, 887/88-898/99
- Constantino III, 898/99-916/17
- Jorge II, 916/17-960
- León III, 960-969
- Demetrio III, 969-976
- Teodosio III, 976-978

### Casa de losBagrationi
- Bagrat II, 978-1014